# Konstantin-Preslawski-Universität Schumen
Die Universität Schumen (bulgarisch Шуменски университет) wurde als Pädagogische Hochschule in der nordbulgarischen Stadt Schumen 1971 gegründet und im Jahr 1995 zur Universität ausgebaut. Die Universität trägt den Namen des Erzbischofs Konstantin Preslawski (bulg. Епископ Константин Преславски / Episkop Konstantin Preslawski) Begründer der mittelalterlichen Schriftschule von Preslaw, an der um die Mitte des 10. Jahrhunderts das kyrillische Alphabet entstand.
Die Universität gliedert sich in fünf Fakultäten:
- Fakultät für Geisteswissenschaften
- Fakultät für Mathematik und Informatik
- Fakultät für Naturwissenschaften
- Fakultät für Ingenieurwissenschaften
- Fakultät für Erziehung

Daneben besteht ein Kolleg in Dobrich und eine Abteilung für Information und Lehrerfortbildung in Warna.
Die Universität ist Mitglied im Netzwerk der Balkan-Universitäten (Albanien, Bosnien-Herzegowina, Bulgarien, Griechenland, Kosovo, Kroatien, Rumänien, Serbien, Slowenien, Türkei, Mazedonien, Moldawien, Montenegro).